# Cofie Bekoe
Cofie Bekoe (Acra, Ghana, 16 de marzo de 1988) es un futbolista de Ghana. Juega de delantero y su actual equipo es el Lierse SK de la Primera División de Bélgica. 

## Trayectoria
Su primer club fue el Nania FC de Ghana donde debutó en el año 2003. Luego pasaría al Trípoli SC de Líbano en 2005. Luego en el 2006 volvería a su país para jugar en el Tema Youth hasta 2007. Pasaría al Kuala Lumpur FA de Malasia en el 2007. A finales de 2008 es contratado por el Petrojet de Egipto.

## Selección nacional
Ha sido internacional con la Selección de fútbol de Ghana, ha jugado 2 partidos internacionales.

## Clubes
| Club            | País    | Año         |
| --------------- | ------- | ----------- |
| Nania FC        | Ghana   | 2001 - 2005 |
| Tripoli SC      | Líbano  | 2005 - 2006 |
| Tema Youth      | Ghana   | 2006 - 2007 |
| Kuala Lumpur FA | Malasia | 2007 - 2008 |
| Petrojet        | Egipto  | 2009 -2011  |
| Lierse SK       | Bélgica | 2011-       |